# José Míguez Bonino
José Míguez Bonino (Rosario, 5 marzo 1924 – Tandil, 1º luglio 2012) è stato un pastore protestante e teologo argentino.

## Biografia
Bonino ha studiato teologia a Buenos Aires dal 1943 al 1948; durante il periodo di studi ha effettuato un anno di tirocinio pastorale in Bolivia. Consacrato pastore metodista, ha cominciato ad esercitare il suo ministero a Mendoza. Successivamente ha perfezionato i suoi studi ad Atlanta alla Scuola di teologia dell'Università Emory, dove ha conseguito il master in teologia con una tesi sull'ecumenismo. Tornato in Argentina, ha insegnato teologia dogmatica a Buenos Aires dal 1954 al 1958, anno in cui si è trasferito a New York per approfondire i suoi studi all'Union Theological Seminary, dove ha conseguito il dottorato nel 1960. Tornato in Argentina, nel 1961 Bonino è stato nominato direttore della Facoltà evangelica di teologia, esercitando contemporaneamente il ministero di pastore metodista. Bonino è stato invitato come osservatore al Concilio Vaticano II, dove ha fatto amicizia con alcuni teologi cattolici sudamericani, insieme ai quali ha fondato successivamente l'Asociación de Teólogos del Tercer Mundo. Nel 1969 la Facoltà evangelica di teologia dove Bonino lavorava si è fusa con la Facoltà luterana di teologia formando l'Instituto Superior Evangélico de Estudios Teológicos (ISEDET), di cui Bonino è stato nominato direttore degli studi post laurea. Bonino ha ricoperto incarichi nel Consiglio ecumenico delle Chiese: dal 1961 al 1977 ha fatto parte della Commissione per la fede e l'ordine e dal 1975 al 1983 ha fatto parte del Consiglio di presidenza. Nel 1994 Bonino è stato eletto nell'Assemblea costituente che ha realizzato la Riforma costituzionale argentina del 1994, in cui ha dato il proprio contributo per le tematiche sociali e i diritti umani.
Bonino è stato influenzato dal movimento protestante del Vangelo sociale ed è considerato uno dei fondatori della teologia della liberazione latinoamericana. Ha pubblicato numerosi libri.

## Libri principali
- ¿Qué significa ser iglesia de Cristo aquí, hoy? (1966). Methopress.
- Concilio abierto: una interpretación protestante del Concilio Vaticano II (1967). Editorial La Aurora.
- Integración humana y unidad Cristiana (1969). Seminario Evangélico de Puerto Rico.
- Crítica a la violencia en América Latina (1971). Junta Latino Americana de Iglesia y Sociedad,.
- Ama y haz lo que quieras: hacia una ética del hombre nuevo (1972). Editorial Escatón.
- Pueblo oprimido, señor de la historia (1972). Tierra Nueva.
- Espacio para ser hombres: una interpretación de la Biblia para nuestro mundo (1975). Tierra Nueva.
- Christians and Marxists: The mutual challenge for revolution (1975). Grand Rapids: Eerdmans.
- Jesús : ni vencido ni monarca celestial (1977). Tierra Nueva.
- La fe en busca de eficacia: una interpretación de la reflexión teológica latinoamericana de liberación (1977). Ediciones Sígueme.
- Puebla y Oaxtepec: una crítica protestante y católica (1980). Tierra Nueva.
- Toward a Christian Political Ethics (1982). Philadelphia: FortressPress
- Teología de la liberación (1986). Editorial Caribe.
- Para que tengan vida: encuentros con Jesús en el evangelio de Juan (1990, con Néstor Oscar Míguez). Junta General de Ministerios Globales, Iglesia Metodista Unida.
- The Dictionary of theEcumenical Movement (1991). Consejo Mundial de Iglesias; Grand Rapids: Eerdmans.
- Conflicto y unidad en la iglesia (1992). Sebila.
- Poder del evangelio y poder político: la participación de los evangélicos en la vida política en América Latina (1994). Kairós Ediciones.
- Rostros del protestantismo Latinoamericano (1995). William B. Eerdmans